# Tron: Legacy
TRON: Legacy is een Amerikaanse sciencefictionfilm die op 16 december 2010 uitgebracht werd. Het is een vervolg op de film TRON uit 1982. De film is het regiedebuut van Joseph Kosinski. Jeff Bridges speelt wederom de rol van Kevin Flynn en Clu. Garrett Hedlund speelt Flynn's zoon Sam.
De film is onder andere uitgebracht in 3D.

## Verhaal
Wanneer Sam Flynn nog jong is, verdwijnt zijn vader Kevin, een computerprogrammeur. Zo'n 20 jaar later krijgt Sam bezoek van Alan Bradley, een oud-collega van Kevin. Alan beweert dat Kevin nog leeft en vermoedt dat hij terug te vinden is in diens vroegere arcadehal. Sam hecht niet veel geloof aan dat gegeven, maar gaat toch op onderzoek uit. Wanneer hij een verborgen kamer vindt, wordt hij opgezogen in een virtual realitywereld.
Het is ongeveer dezelfde wereld waarin Kevin zo'n 20 jaar eerder werd opgezogen, toen hij met Alans programma Tron de strijd moest aangaan met het Master Control Program. Maar ondertussen is de wereld heel wat gevaarlijker en geavanceerder geworden. Sam komt iemand tegen, die op zijn vader lijkt, maar het blijkt uiteindelijk Clu te zijn. In tegenstelling tot de oude versie is Clu een kwaadaardig programma, die Sam gevangen laat nemen door zijn handlangers.
Gelukkig krijgt Sam de hulp van de mysterieuze Quorra, die hem uit de handen van Clu redt. Zij brengt hem naar zijn vader Kevin, die door haar wordt aangeduid als the Creator. Sam en zijn vader proberen vervolgens te ontsnappen naar de echte wereld. Maar Clu doet er alles aan om Sam en zijn vader uit te schakelen.

## Rolverdeling
- Garrett Hedlund - Sam Flynn
- Jeff Bridges - Kevin Flynn/Clu 2.0
- Olivia Wilde - Quorra
- Michael Sheen - Castor
- Bruce Boxleitner - Alan Bradley
- James Frain - Jarvis

## Achtergrond

### Speciale effecten
De film maakt net als de originele TRON (1982) gebruik van heel wat opmerkelijke visuele effecten. In de originele film was er het personage Kevin Flynn en diens programma Clu. Beiden werden vertolkt door acteur Jeff Bridges.
In TRON: Legacy speelt Jeff Bridges de ouder geworden Kevin Flynn, maar ook Clu 2.0. Dat was niet evident, want Clu 2.0 moest eruitzien zoals Bridges eruitzag in de originele film uit 1982. Door middel van computereffecten en het gebruik van oude beelden van Bridges werd een jongere versie van de acteur gereconstrueerd. De beelden die werden gebruikt, zijn afkomstig van films als Starman (1984).
Deze techniek werd eerder ook al gebruikt in Terminator Salvation (2009) om een jongere versie van Arnold Schwarzenegger te creëren.

## Soundtrack
De muziek van de film is gemaakt door Daft Punk en werd uitgebracht op 3 december 2010 door Walt Disney Records.

### NederlandseAlbum Top 100
| Hitnotering: (Week 1) 18-12-2010 Hitnotering: (Week 2) 09-04-2011 | Hitnotering: (Week 1) 18-12-2010 Hitnotering: (Week 2) 09-04-2011 | Hitnotering: (Week 1) 18-12-2010 Hitnotering: (Week 2) 09-04-2011 | Hitnotering: (Week 1) 18-12-2010 Hitnotering: (Week 2) 09-04-2011 | Hitnotering: (Week 1) 18-12-2010 Hitnotering: (Week 2) 09-04-2011 |
| Week:                                                             | 1                                                                 |                                                                   | 2                                                                 |                                                                   |
| ----------------------------------------------------------------- | ----------------------------------------------------------------- | ----------------------------------------------------------------- | ----------------------------------------------------------------- | ----------------------------------------------------------------- |
| Positie:                                                          | 83                                                                | uit                                                               | 95                                                                | uit                                                               |

### VlaamseUltratop 100Albums
| Hitnotering: (Week 1 t/m 14) 18-12-2010 t/m 19-03-2011 Hitnotering: (Week 15) 30-04-2011 Hitnotering: (Week 16) 25-06-2011 | Hitnotering: (Week 1 t/m 14) 18-12-2010 t/m 19-03-2011 Hitnotering: (Week 15) 30-04-2011 Hitnotering: (Week 16) 25-06-2011 | Hitnotering: (Week 1 t/m 14) 18-12-2010 t/m 19-03-2011 Hitnotering: (Week 15) 30-04-2011 Hitnotering: (Week 16) 25-06-2011 | Hitnotering: (Week 1 t/m 14) 18-12-2010 t/m 19-03-2011 Hitnotering: (Week 15) 30-04-2011 Hitnotering: (Week 16) 25-06-2011 | Hitnotering: (Week 1 t/m 14) 18-12-2010 t/m 19-03-2011 Hitnotering: (Week 15) 30-04-2011 Hitnotering: (Week 16) 25-06-2011 | Hitnotering: (Week 1 t/m 14) 18-12-2010 t/m 19-03-2011 Hitnotering: (Week 15) 30-04-2011 Hitnotering: (Week 16) 25-06-2011 | Hitnotering: (Week 1 t/m 14) 18-12-2010 t/m 19-03-2011 Hitnotering: (Week 15) 30-04-2011 Hitnotering: (Week 16) 25-06-2011 | Hitnotering: (Week 1 t/m 14) 18-12-2010 t/m 19-03-2011 Hitnotering: (Week 15) 30-04-2011 Hitnotering: (Week 16) 25-06-2011 | Hitnotering: (Week 1 t/m 14) 18-12-2010 t/m 19-03-2011 Hitnotering: (Week 15) 30-04-2011 Hitnotering: (Week 16) 25-06-2011 | Hitnotering: (Week 1 t/m 14) 18-12-2010 t/m 19-03-2011 Hitnotering: (Week 15) 30-04-2011 Hitnotering: (Week 16) 25-06-2011 | Hitnotering: (Week 1 t/m 14) 18-12-2010 t/m 19-03-2011 Hitnotering: (Week 15) 30-04-2011 Hitnotering: (Week 16) 25-06-2011 | Hitnotering: (Week 1 t/m 14) 18-12-2010 t/m 19-03-2011 Hitnotering: (Week 15) 30-04-2011 Hitnotering: (Week 16) 25-06-2011 | Hitnotering: (Week 1 t/m 14) 18-12-2010 t/m 19-03-2011 Hitnotering: (Week 15) 30-04-2011 Hitnotering: (Week 16) 25-06-2011 | Hitnotering: (Week 1 t/m 14) 18-12-2010 t/m 19-03-2011 Hitnotering: (Week 15) 30-04-2011 Hitnotering: (Week 16) 25-06-2011 | Hitnotering: (Week 1 t/m 14) 18-12-2010 t/m 19-03-2011 Hitnotering: (Week 15) 30-04-2011 Hitnotering: (Week 16) 25-06-2011 | Hitnotering: (Week 1 t/m 14) 18-12-2010 t/m 19-03-2011 Hitnotering: (Week 15) 30-04-2011 Hitnotering: (Week 16) 25-06-2011 | Hitnotering: (Week 1 t/m 14) 18-12-2010 t/m 19-03-2011 Hitnotering: (Week 15) 30-04-2011 Hitnotering: (Week 16) 25-06-2011 | Hitnotering: (Week 1 t/m 14) 18-12-2010 t/m 19-03-2011 Hitnotering: (Week 15) 30-04-2011 Hitnotering: (Week 16) 25-06-2011 | Hitnotering: (Week 1 t/m 14) 18-12-2010 t/m 19-03-2011 Hitnotering: (Week 15) 30-04-2011 Hitnotering: (Week 16) 25-06-2011 | Hitnotering: (Week 1 t/m 14) 18-12-2010 t/m 19-03-2011 Hitnotering: (Week 15) 30-04-2011 Hitnotering: (Week 16) 25-06-2011 |
| Week: | 1 | 2 | 3 | 4 | 5 | 6 | 7 | 8 | 9 | 10 | 11 | 12 | 13 | 14 | | 15 | | 16 | |
| --- | --- | --- | --- | --- | --- | --- | --- | --- | --- | --- | --- | --- | --- | --- | --- | --- | --- | --- | --- |
| Positie: | 83 | 37 | 65 | 66 | 64 | 55 | 27 | 18 | 14 | 23 | 35 | 61 | 65 | 84 | uit | 86 | uit | 95 | uit |